# Sydney Bartlett
Sydney « Syd » Bartlett, mort le 19 décembre 2009, est un footballeur international jamaïcain.

## Biographie
Sydney Bartlett commence à évoluer dans l'équipe jamaïcaine de football à la fin des années 1950. Il joue notamment deux matchs des qualifications de la Coupe du monde 1966.
Repéré, il signe avec les New York Generals, évoluant en National Professional Soccer League, ligue américaine de football qui ne dure qu'une saison.
Sydney Bartlett meurt le 19 décembre 2009 à l'âge de soixante-dix ans. En hommage, le championnat de quatrième division jamaïcaine est renommé KSAFA Syd Bartlett League.